# 117P/Helin-Roman-Alu
La Cometa Helin-Roman-Alu 1, formalmente 117P/Helin-Roman-Alu, è una cometa periodica che fa parte del gruppo di comete appartenenti alla famiglia di comete quasi-Hilda, un sottogruppo della famiglia delle comete gioviane. La cometa è stata scoperta il 1º ottobre 1989 ma in seguito sono state scoperte osservazioni di prescoperta risalenti fino ad oltre un anno prima.